# Paul Greco
Paul Greco (Newark, 21 ottobre 1955 – Red Hook, 17 dicembre 2008) è stato un attore statunitense, noto al grande pubblico per aver interpretato, nel 1979, Sully, il leader della gang newyorkese degli Orfani ne I guerrieri della notte.
Dopo alcuni ruoli di secondo piano, nel 1988 interpretò Simone Zelota ne L'ultima tentazione di Cristo di Martin Scorsese.

## Biografia
Greco fu anche musicista, specializzato nel basso. Morì a soli 53 anni da poco compiuti, a causa di un tumore prostatico.

## Filmografia parziale
- I guerrieri della notte (The Warriors), regia di Walter Hill (1979)
- Gli amici di Georgia (Four Friends), regia di Arthur Penn (1981)
- Broadway Danny Rose, regia di Woody Allen (1984)
- Miami Vice - serie TV, episodio 2x18 (1986)
- Mr. Crocodile Dundee, regia di Peter Faiman (1986)
- L'ultima tentazione di Cristo (The Last Temptation of Christ), regia di Martin Scorsese (1988)
- Elvis Stories, regia di Ben Stiller (1989)
- Vendetta trasversale (Next of Kin), regia di John Irvin (1989)
- Oscar - Un fidanzato per due figlie (Oscar), regia di John Landis (1991)
- Appuntamento col ponte (If Lucy Fell)), regia di Eric Schaeffer (1996)
- È solo l'amore che conta (Love Is All There Is), regia di Joseph Bologna e Renée Taylor (1996)
- Il rompiscatole (The Cable Guy), regia di Ben Stiller (1996)
- To Die Quietly, regia di Jim Greco (1997)
- La follia di Henry (Henry Fool), regia di Hal Hartley (1998)
- Il miracolo di Berna (Das Wunder von Bern), regia di Sönke Wortmann (2003)

## Doppiatori italiani
Nelle versioni in italiano delle opere in cui ha recitato, Paul Greco è stato doppiato da:
- Manlio De Angelis ne I guerrieri della notte
- Claudio Capone in Mr. Crocodile Dundee
- Vittorio Stagni in Vendetta trasversale